# Kolty siedmiu wspaniałych
Kolty siedmiu wspaniałych (ang. Guns of the Magnificent Seven) – amerykański western z 1969 roku w reżyserii Paula Wendkosa. Jest to drugi sequel Siedmiu wspaniałych z 1960 roku.

## Obsada
- George Kennedy jako Chris Adams
- James Whitmore jako Levi Morgan
- Monte Markham jako Keno
- Reni Santoni jako Maximiliano „Max” O’Leary
- Bernie Casey jako Cassie
- Scott Thomas jako P.J.
- Joe Don Baker jako Slater
- Tony Davis jako Emilio Zapata
- Michael Ansara jako pułkownik Diego
- Frank Silvera jako Lobero
- Wende Wagner jako Tina
- Sancho Gracia jako Miguel
- Luis Rivera jako porucznik Prensa
- George Rigaud jako Gabriel
- Fernando Rey jako Quintero
- Peter Lawman jako Carlos

## Fabuła
Meksyk, koniec XIX wieku. Federales zatrzymują rewolucjonistę Quintero, który usiłuje zebrać ludzi do walki z dyktaturą prezydenta Díaza. Zanim zostaje odesłany do więzienia przekazuje swojemu porucznikowi, Maximiliano sześćset dolarów na kontynuację ich misji. Jednakże szef lokalnych bandytów Carlos Lobero chce, żeby pieniądze posłużyły do zakupu broni i amunicji. Maximiliano jednak postanawia przekroczyć amerykańską granicę i odszukać legendarnego strzelca, Chrisa Adamsa, który pomógł by uratować Quintero.
Adams zgadza się na jego propozycję, a za pięćset dolarów rekrutuje jeszcze pięciu ludzi, wśród których jest: koniokrad oraz ekspert od walki wręcz – Keno, muskularny niewolnik i znawca dynamitu – Cassie, jednoręki Slater, kłótliwy P.J. oraz niedowartościowany, podstarzały mistrz w rzucie nożem, Levi Morgan.
Po drodze do Meksyku grupa jest świadkiem brutalnego traktowania chłopów przez władzę, co sprawia, że przestają być zwykłymi najemnikami, walczącymi dla pieniędzy. Spotykają także małego chłopca Emiliano Zapatę, który jest więźniem politycznym oraz piękną dziewczynę – Tinę, która zakochuje się w P.J. Kiedy Lobero dowiaduje się, że Maximiliano zamiast broni sprowadził rewolwerowców, odmawia udzielenia im wsparcia swoich ludzi w celu odbicia Quintero. Żeby więc uzyskać pomoc, Adams uwalnia z więzienia ludzi, wśród których jest ojciec Zapaty, a następnie szkoli ich w taktyce wojskowej.
Pomimo opracowanej strategii oraz przewagi liczebnej, ludzie Chrisa nie są w stanie uwolnić Quintero i ponoszą duże straty. Niespodziewanie w ostatniej chwili na pomoc przybywa 50 ludzi Lobero, którzy zabili swojego przywódcę za brak patriotyzmu. Dzięki nim szala zwycięstwa przechyla się na stronę Adamsa. Ostatecznie z siódemki wspaniałych przy życiu pozostaje Chris, Maximiliano oraz Levi.

## Produkcja
Film jest trzecią częścią z serii Siedmiu wspaniałych powstałą na fali popularności oryginału. Ponieważ Yul Brynner nie chciał po raz kolejny wcielać się w rolę Chrisa Adamsa, zastąpił go George Kennedy, który zyskał sławę po zdobyciu Oscara za drugoplanową rolę w filmie Nieugięty Luke. Zrezygnowano jednak z charakterystycznego czarnego stroju, który w poprzednich odsłonach nosił Adams. Zdjęcia kręcono w Hiszpanii: na pustyni Tabernas w Andaluzji oraz w regionie Madrytu.